# 白雀寺
白雀寺，位于中国河南省新乡市获嘉县大清村，为河南省重点保护文物，类型为古建筑。
白雀寺原址建设时间为春秋时期。
白雀寺，位于中国广东省潮州市饶平县柘林镇，为饶平县文物保护单位，类型为古建筑，公布时间为1988年10月。
白雀寺的历史年代为宋代。